# Wolfgang Neuhaus (Schriftsteller)
Wolfgang Neuhaus (* 27. März 1929 in Glauchau; † 24. August 1966 in Berlin) war ein deutscher Schriftsteller in der DDR.

## Leben und Werk
Neuhaus war der Sohn eines Eisenbahners. Er wurde nach dem Abschluss der Schule noch 1945 zur Wehrmacht eingezogen, entzog sich der Teilnahme am Zweiten Weltkrieg aber durch Desertion.
Nach Kriegsende arbeitete er mehrere Jahre im Bergbau. 1949 begann er daneben für Zeitungen und für Dokumentarfilme zu schreiben. Ab Mitte der 1950er Jahre arbeitete er als freischaffender Schriftsteller, dann in Berlin, wobei er sich häufig mit Ereignissen in Produktionsbetrieben befasste und sich für die vom FDGB geförderten „Tagebuchbewegung“ einsetzte, in der Arbeiter ihre Erlebnisse in der Produktion niederschreiben sollten.
Als seine besten literarischen Werke galten in der DDR der Bergwerksroman Wetterleuchten um Wadrina (1954), für den er 1955 den Literaturpreis 2. Klasse des FDGB erhielt, und der Roman Gestohlene Jugend (1959, Militärverlag), der autobiografische Züge trägt. Für sein gemeinsam mit Gunter Glante, einem jungen Brigadier im Chemiekombinat Bitterfeld, geschriebenes Tagebuch eines Brigadiers (1960) erhielt er ebenfalls den FDGB-Literaturpreis.
Neuhaus war ab 1952 mit Barbara, geb. Kurzer, verheiratet.

## Weitere Werke (Auswahl)

### Als Autor
- Die schwarzen Fahnen von Dittersdorf (1952, Erzählung; VVN-Verlag)
- Förderbrücken über schwarzer Erde (1956, Reportage)
- Laternenfest auf dem Raschelsberg (1957, Reportage)
- Wohlverdienter Lebensabend (1958, Dokumentation)
- Bitterfelder Berichte (1961, Skizzen, Reportagen und Porträts)
- Werktags notiert (1962, Reportage)
- Automatendiebe (1963, Erzählung; Verlag Das Neue Berlin)
- Mord ist geplant (1963, Erzählung)
- Kilometerstein 36,5 (1964, Erzählung)
- Der Schatten an der Tür (1964, Erzählung)
- Herren der Wälder (1964, Tatsachenbericht)
- Die Raritäten des Herrn Zaprock (1965, Kriminal-Erzählung; Verlag Das Neue Berlin)
- Handstreich in Jarzowo (1969, Militärverlag)
- Kampf gegen Sternlauf. Der Weg des deutschen Partisanen Fritz Schmenkel (1968, unvollendet, fertiggestellt von Barbara Neuhaus; Militärverlag)

### Als Herausgeber
- Der Rote Oktober und seine Söhne (1958, Anthologie; Verlag Tribüne)